# Leopardus
A Leopardus a ragadozók rendjébe, azon belül a macskafélék családjába tartozó nem. Az ide tartozó fajokat összefoglalóan néha párducmacskáknak vagy tigrismacskáknak is nevezik, eredetileg azonban ez a két elnevezés csak az ocelotot (párducmacska) és az oncillát (tigrismacska) jelölte.
A szintén macskaféle leopárd (Panthera pardus) nevének hasonlósága ellenére nem a Leopardus, hanem a Panthera nembe tartozik.
A nem az amerikai kismacskák genetikai fejlődésének legrégebbi ága, amelyek közös őse a késő miocénben kelt át a Bering-földhídon Ázsiából Észak-Amerikába.
A Leopardus-fajoknak világos barnássárga, okker, sárgás vagy világosszürke alapon foltos bundájuk, kicsi, kerek, hátsó oldalukon fehér foltos fülük és kiemelkedő orruk van. A többi macskaféle 38 kromoszómájával ellentétben ezen fajoknak csak 36 van.

## Fajok
- pantanali macska (Leopardus braccatus vagy Leopardus colocolo braccatus)
- csíkos pampamacska (Leopardus colocolo)
- Geoffroy-macska (Leopardus geoffroyi)
- kodkod (Leopardus guigna)
- déli tigrismacska (Leopardus guttulus) - korábban az oncilla alfajának tekintették;[5][6]
- andesi hegyimacska (Leopardus jacobita)
- foltos pampamacska (Leopardus pajeros vagy Leopardus colocolo pajeros)
- ocelot vagy párducmacska (Leopardus pardalis)
- oncilla vagy tigrismacska (Leopardus tigrinus)
- hosszúfarkú macska (Leopardus wiedii)

142 Dél-Amerikában gyűjtött múzeumi pampamacska-példány vizsgálata jelentős morfológiai különbségeket mutatott ki az állatok között. Ezért a pampamacska- és oncilla-fajkomplexek kettéválasztását és a következők külön fajként való elismerését javasolták: pantanali macska (L. braccatus), keleti tigrismacska (L. emiliae), északi pampamacska (L. garleppi), Muñoa-pampamacska (L. munoai) és foltos pampamacska (L. pajeros). Ezt a besorolást más taxonómusoknak azonban még el kell ismerniük.
Egyes rendszerekben a fent említett fajokat 3 különböző nemre osztják: Leopardus, Oreailurus és Oncifelis. Ennek ellenére régóta tudták, hogy a három nem egy néha "ocelotcsoport"-nak nevezett monofiletikus csoportot alkot. A legújabb besorolások (például Wilson és Reeder 2005-ös osztályozása) ezt a 3 nemet egyetlen nembe (Leopardus) egyesítik.

### Evolúció
A nukleáris DNS-elemzések szerint a Leopardus, a Puma és a hiúzok (Lynx) utolsó közös őse becslések szerint 10,95-6,3 millió évvel ezelőtt élt. A Leopardus egy genetikailag 4,25-2,02 és 5,19-0,98 millió évvel ezelőtt levált leszármazási vonalat alkot; a fajok valószínűleg a Nagy amerikai faunacsere során keltek át a Panama-földszoroson a késő pliocénben. A nem egyik kihalt faja, a Leopardus vorohuensis kövületeit az argentínai Vorohué Formációban találták, valószínűleg a kora pleisztocénből származik; fogainak alakja a csíkos pampamacskáéra hasonlít.
A nemen belül 3 különálló kládot azonosítottak: az egyikbe az ocelot és a hosszúfarkú macska, a másodikba az andesi hegyimacska és a pampamacskák, a harmadikba pedig a kodkod, az oncilla, a Geoffroy-macska és valószínűleg a déli tigrismacska tartozik.

## Képek

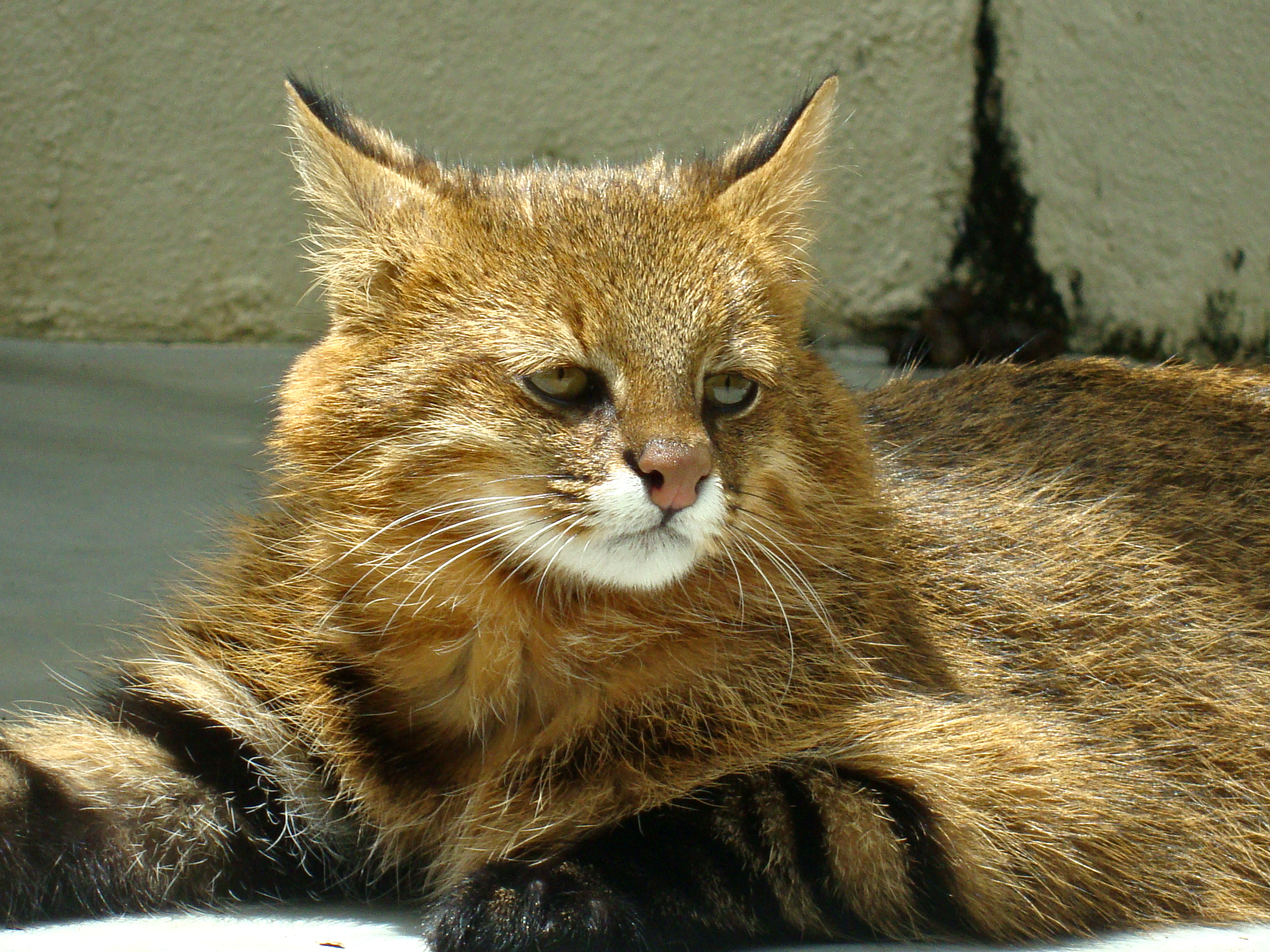
Csíkos pampamacska (Leopardus colocolo)
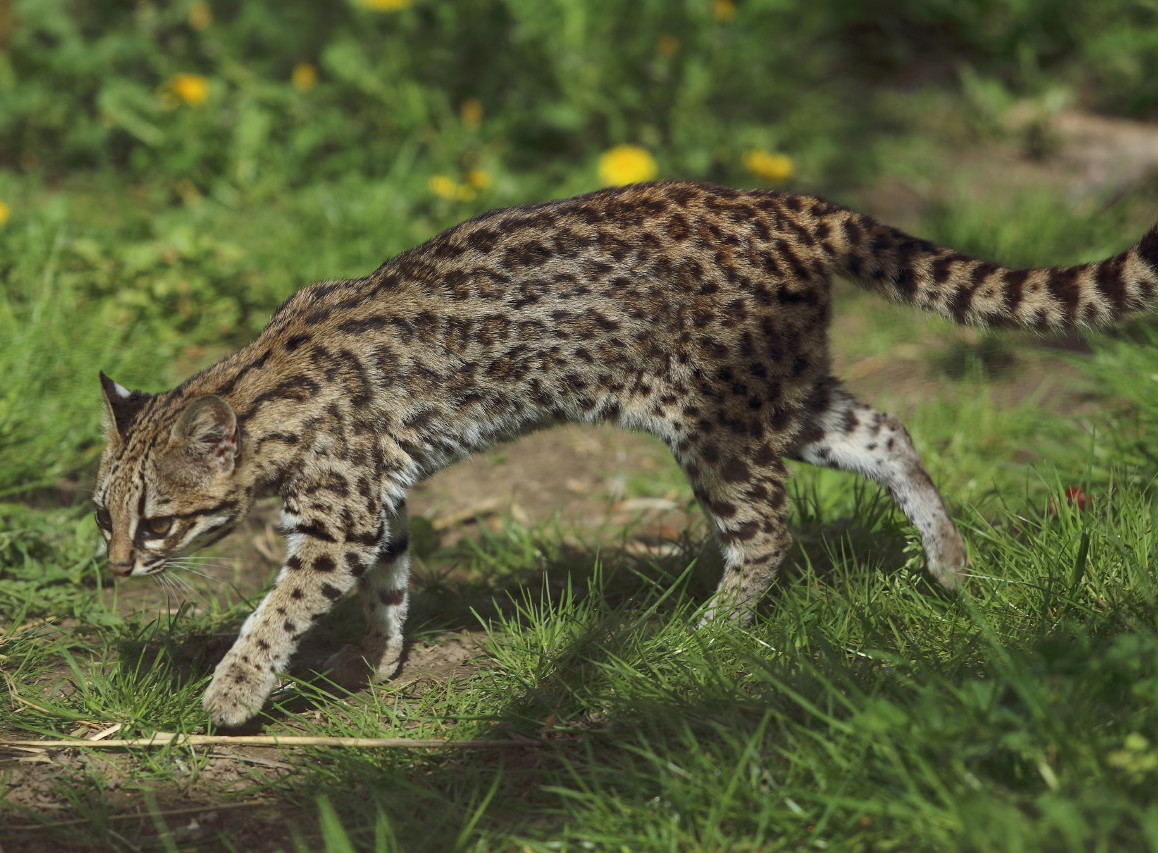
Oncilla (Leopardus tigrinus)
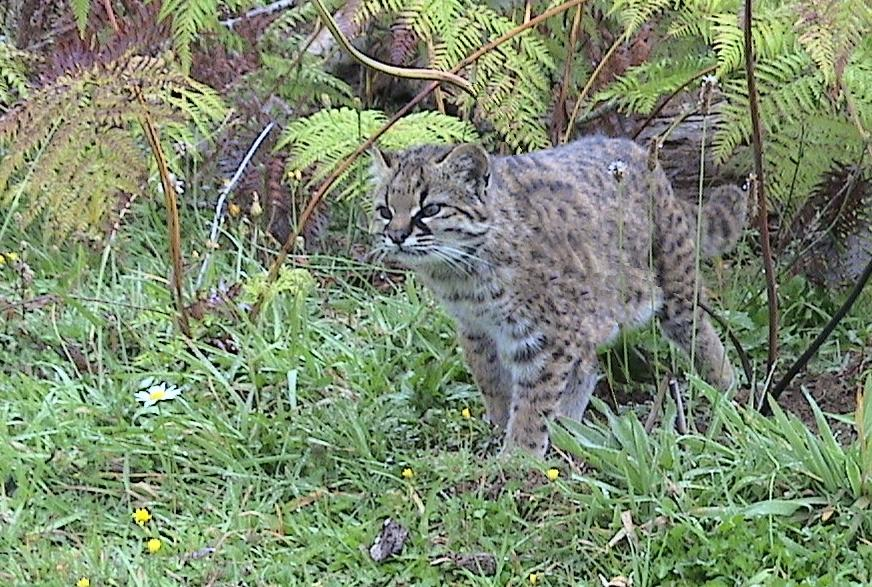
Kodkod (Leopardus guigna)
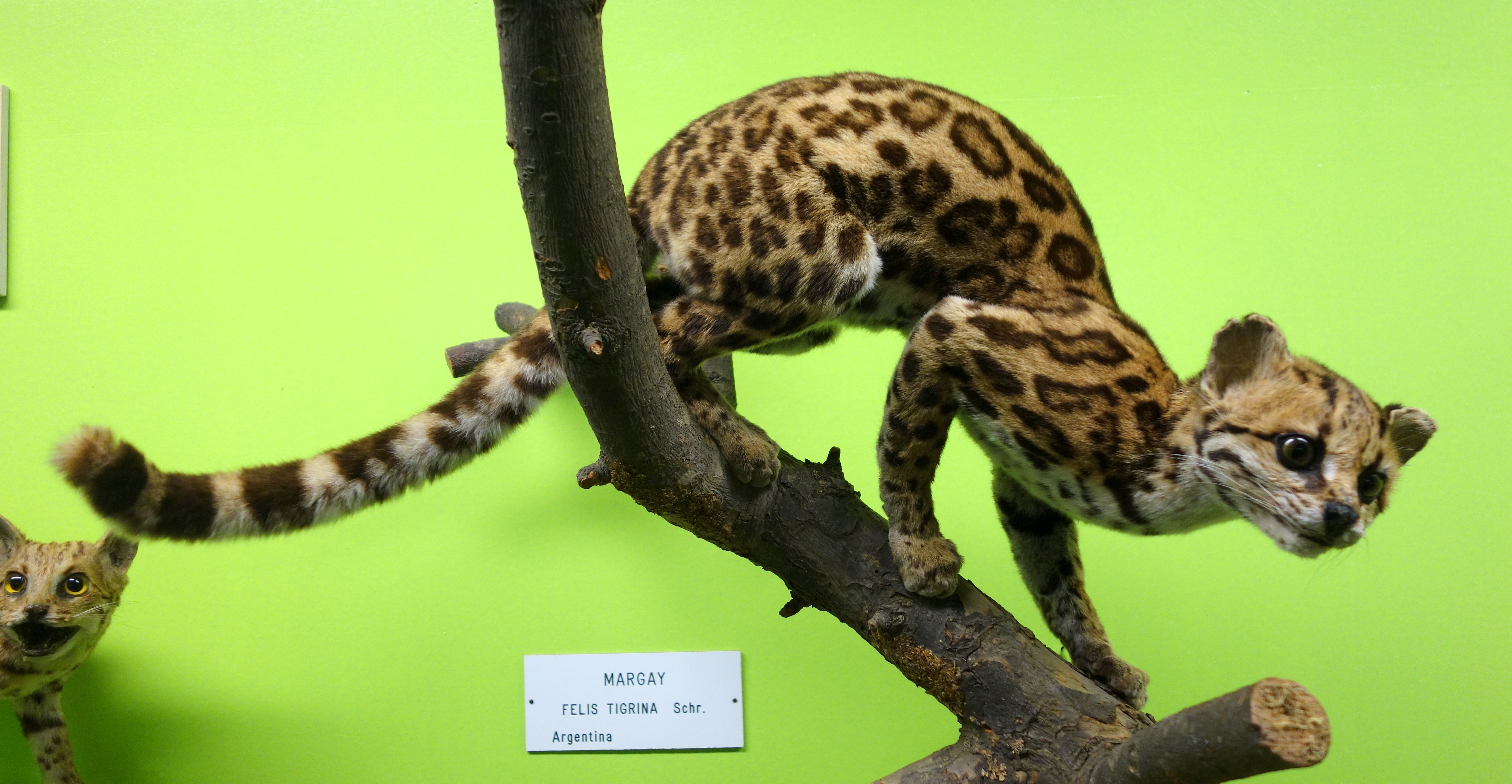
Kitömött déli tigrismacska (Leopardus guttulus)
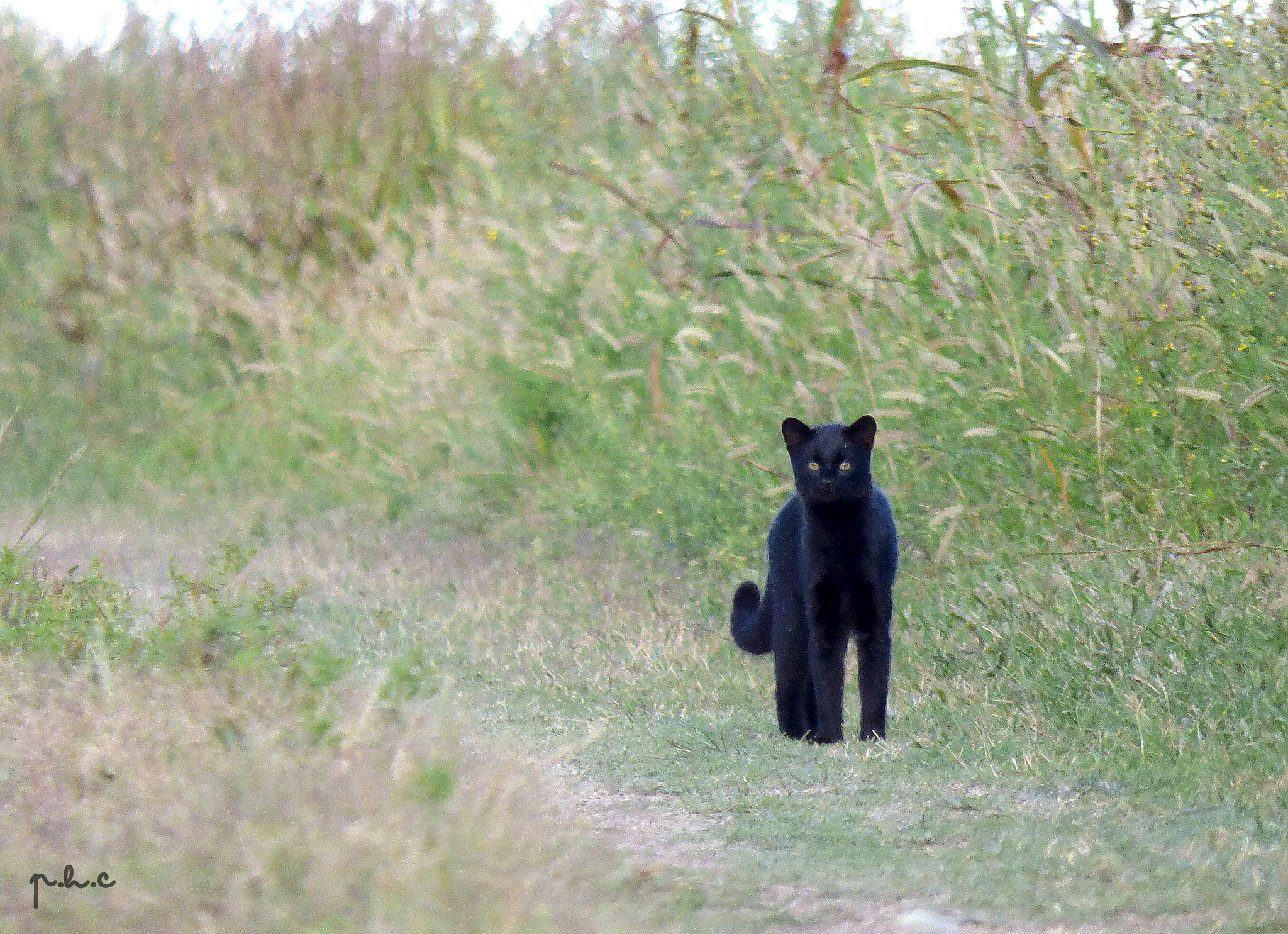
Melanisztikus Geoffroy-macska (Leopardus geoffroyi)